# Erica Marchetti
Erica Marchetti (Empoli, 19 novembre 1981) è una velocista italiana.
È stata semifinalista sui 60 m ai Mondiali indoor di Birmingham in Gran Bretagna nel 2003.
Detiene 9 record nazionali in tutte e 4 le categorie giovanili: 2 promesse, 2 juniores, 3 allieve e 2 cadette.
Ha vinto 5 medaglie ai Campionati italiani assoluti, tra indoor ed outdoor, di cui 2 d'argento e 3 di bronzo.
Vanta 12 titoli italiani, dei quali 3 universitari e 9 giovanili (5 promesse, 2 juniores, 1 allieve ed 1 cadette).

## Biografia

### 1996-1997: prima medaglia-titolo italiano giovanile, esordio con medaglia in una manifestazione internazionale
Vince la sua prima medaglia che è stata anche il suo primo titolo italiano nel 1996 nel tetrathlon ai Campionati nazionali cadette.
Al primo anno da allieva nel 1997 vince prima il bronzo agli assoluti sui 100 m e poi, nella stessa distanza, il titolo nazionale di categoria; agli indoor allieve invece, non va oltre la semifinale sui 60 m. 
A livello internazionale, partecipa da allieva agli Europei juniores di Lubiana in Slovenia, vincendo la medaglia di bronzo nei 100 m e finendo quinta con al 4x100 m.

### 1998-2000: gymnasiadi e due mondiali juniores
Nel 1998 non ha partecipato né agli assoluti al coperto né a quelli all'aperto. 
In competizioni internazionali, invece ha preso parte alle Gymnasiadi in Cina a Shanghai dove conquista due medaglie: argento con la 4x100 m e bronzo sui 100 m; ai Mondiali juniores in Francia ad Annecy esce nei quarti sui 100 m conclude settima con al 4x100 m.
Nel 1999 è stata quarta sui 60 m agli assoluti indoor di Genova.
Nel 2000 doppietta ai Campionati italiani juniores, tra indoor ed outdoor, su 60 m (titolo bissato l'anno seguente) e 100 m. 
In ambito internazionale ai Mondiali juniores in Cile a Santiago del Cile è stata quarta nella 4x100 m.

### 2001-2003: titolo universitario, mondiali indoor, coppa europa ed europei under 23
Vince il titolo italiano promesse sui 60 m nel 2001.
Nel 2002 ha ottenuto tre titoli italiani: 60 e 100 m promesse più i 100 m universitari in cui è stata quarta con la 4x100 m; a questo tris di ori ha aggiunto il bronzo agli assoluti indoor sui 60 m.
Nel 2003 bis di titoli ai Campionati italiani promesse su 60 (indoor) e 100 m (outdoor). Agli assoluti ha vinto l'argento sui 60 m indoor, mentre agli outdoor si è ritirata dalla finale dei 100 m. Sempre nel 2003 a livello internazionale è stata ai Mondiali indoor in Gran Bretagna a Birmingham dove è uscita in semifinale sui 60 m; poi in Coppa Europa in Italia a Firenze è stata settima sui 100 m. Infine agli Europei under 23 a Bydgoszcz in Polonia è stata semifinalista dei 100 m e quinta con la 4x100 m.

### 2004-2006: medaglie agli assoluti
Nel biennio 2004-2005 agli assoluti indoor sui 60 m è stata bronzo e vicecampionessa dei 60 m, mentre nel 2004 è stata quarta con la 4x200 m; invece nello stesso biennio ha saltato entrambi gli assoluti all'aperto.
Nel 2006 agli assoluti indoor di Ancona era iscritta sui 60 m, però non ha gareggiato; agli assoluti di Torino invece era assente. Sempre nel 2006 ha vinto il titolo nazionale universitario con la staffetta 4x100 m (bissando il successo l'anno dopo) ed è arrivata settima sui 100 m.

### 2007-2010 numerose assenze ai campionati italiani assoluti
Nel 2007 prende parte ai Campionati nazionali assoluti di prove multiple indoor ad Ancona giungendo sesta nel pentathlon. Poi gareggia agli assoluti indoor sempre ad Ancona terminando quarta nei 60 m e sesta con la 4x200 m (era iscritta anche sui 60 m hs, ma non ha gareggiato); invece agli outdoor di Padova non gareggia sui 100 m pur essendo tra le partecipanti e giunge decima con la 4x100 m.
Sia nel 2008 che nel 2009 non ha partecipato né agli assoluti indoor né a quelli outdoor.
Nel 2010 era tra le partecipanti agli assoluti indoor di Ancona sui 60 m, però non ha gareggiato; non ha partecipato agli assoluti di Grosseto dello stesso anno.

### 2011-2014: ancora assenze agli italiani assoluti
Nel 2011 agli assoluti indoor è arrivata settima sui 60 m, mentre a quelli outdoor non ha partecipato.
Nel 2012 non ha partecipato agli assoluti indoor di Ancona, mentre a quelli outdoor di Bressanone è giunta ottava con la 4x100 m.
Nel biennio 2013-2014 è stata assente sia dagli assoluti indoor che da quelli outdoor.

## Record nazionali

### Promesse
- 55 metri piani: 6”89 ( Firenze, 15 febbraio 2003)[1]
- Staffetta svedese: 2'09”10 ( Macerata, 28 luglio 2002)
(Erica Marchetti, Marta Avogadri, Daniela Reina, Alexia Oberstolz)[2]

### Juniores
- 60 yards: 6”89 ( Firenze, 20 gennaio 1999)[3]
- 80 metri piani: 9”79 ( Caorle, 12 ottobre 1996)[4]

### Allieve
- 60 yards: 7”06 ( Firenze, 17 febbraio 1997)[5]
- 80 metri piani: 9”79 ( Caorle, 12 ottobre 1996)[6]
- 100 metri piani: 11”44 ( Milano, 4 luglio 1997)[6]

### Cadette
- 80 metri piani: 9”79 ( Caorle, 12 ottobre 1996)[7]
- Tetrathlon (80 metri ostacoli, Salto in alto, Getto del peso, 600 metri piani):
3.073 punti ( Pisa, 6 ottobre 1996)[7]

## Progressione

### 60 metri piani indoor
| Stagione | Tempo | Luogo           | Data      | Rank. Mond. |
| -------- | ----- | --------------- | --------- | ----------- |
| 2013     | 7"70  | Firenze         | 12-1-2013 |             |
| 2011     | 7"61  | Ancona          | 20-2-2011 | 567ª        |
| 2009     | 7"58  | Firenze         | 18-1-2009 | 434ª        |
| 2008     | 7"48  | Modena          | 12-1-2008 | 235ª        |
| 2007     | 7"44  | Ancona          | 18-1-2007 | 161ª        |
| 2006     | 7"66  | Modena          | 28-1-2006 | 663ª        |
| 2005     | 7"47  | Ancona          | 19-1-2005 | 182ª        |
| 2004     | 7"42  | Modena          | 17-1-2004 | 120ª        |
| 2003     | 7"39  | Genova          | 1-3-2003  | 106ª        |
| 2002     | 7"45  | Ancona          | 2-2-2002  | 138ª        |
| 2001     | 7"49  | Torino          | 24-2-2001 | 190ª        |
| 2000     | 7"62  | Ancona          | 6-2-2000  | 376ª        |
| 1999     | 7"40  | Nogent-sur-Oise | 27-2-1999 | 104ª        |
| 1997     | 7"63  | Genova          | 22-2-1997 | 237ª        |

### 100 metri piani
| Stagione | Tempo | Luogo               | Data      | Rank. Mond. |
| -------- | ----- | ------------------- | --------- | ----------- |
| 2008     | 12"10 | Grosseto            | 12-7-2008 |             |
| 2007     | 11"94 | Quarrata            | 20-6-2007 | 929ª        |
| 2006     | 12"23 | Desenzano del Garda | 26-5-2006 |             |
| 2004     | 11"96 | Firenze             | 15-5-2004 | 877ª        |
| 2003     | 11"65 | Grosseto            | 13-6-2003 | 278ª        |
| 2002     | 11"85 | Sesto Fiorentino    | 6-7-2002  | 516ª        |
| 1999     | 11"88 | Pisa                | 13-6-1999 | 553ª        |
| 1997     | 11"44 | Milano              | 4-7-1997  | 120ª        |

### 200 metri piani
| Stagione | Tempo | Luogo   | Data      | Rank. Mond. |
| -------- | ----- | ------- | --------- | ----------- |
| 2007     | 24"97 | Firenze | 20-5-2007 | 1.980ª      |
| 1997     | 24"25 | Gorizia | 12-7-1997 | 523ª        |

## Palmarès
| Anno | Manifestazione    | Sede              | Evento  | Risultato        | Tempo | Note   |
| ---- | ----------------- | ----------------- | ------- | ---------------- | ----- | ------ |
| 1997 | Europei juniores  | Lubiana           | 100 m   | Bronzo           | 11"47 | [ 8 ]  |
| 1997 | Europei juniores  | Lubiana           | 4x100 m | 5ª               | 45"29 | [ 8 ]  |
| 1998 | Gymnasiadi        | Shanghai          | 100 m   | Bronzo           | 12"11 | [ 9 ]  |
| 1998 | Gymnasiadi        | Shanghai          | 4x100 m | Argento          | 47"22 | [ 10 ] |
| 1998 | Mondiali juniores | Annecy            | 100 m   | Quarti di finale | 12"11 | [ 11 ] |
| 1998 | Mondiali juniores | Annecy            | 4x100 m | 7ª               | 45"94 | [ 12 ] |
| 2000 | Mondiali juniores | Santiago del Cile | 4x100 m | 4ª               | 44"89 | [ 12 ] |
| 2003 | Mondiali indoor   | Birmingham        | 60 m    | Semifinale       | 7"41  | [ 13 ] |
| 2003 | Europei under 23  | Bydgoszcz         | 100 m   | Semifinale       | 11"68 | [ 14 ] |
| 2003 | Europei under 23  | Bydgoszcz         | 4x100 m | 5ª               | 44"82 | [ 14 ] |

## Campionati nazionali
- 2 volte campionessa universitaria della staffetta 4x100 m (2006, 2007)
- 1 volta campionessa universitaria sui 100 m (2002)
- 2 volte campionessa promesse sui 100 m (2002, 2003)
- 3 volte campionessa promesse indoor nei 60 m (2001, 2002, 2003)
- 1 volta campionessa juniores sui 100 m (2000)
- 1 volta campionessa juniores indoor dei 60 m (2000)
- 1 volta campionessa allieve sui 100 m (1997)
- 1 volta campionessa cadette di tetrathlon (1996)

1996
- Oro ai Campionati italiani cadetti e cadette, (Pisa), Tetrathlon - 3.073 punti[15]

1997
- Bronzo ai Campionati italiani assoluti, (Milano),
100 m - 11”44[16]
- Oro ai Campionati italiani allievi e allieve, (Formia), 100 m - 11”87
- In semifinale ai Campionati italiani allievi e allieve indoor, (Genova), 60 m - 7”63[17]

1999
- 4ª ai Campionati italiani assoluti indoor, (Genova),
60 m - 7”43[18]

2000
- Oro ai Campionati italiani juniores e promesse indoor, (Ancona), 60 m
- Oro ai Campionati italiani juniores e promesse, (Piovene Rocchette), 100 m - 12”19[19]

2001
- Oro ai Campionati italiani juniores e promesse indoor, (Ancona, 60 m - 7”54[20]

2002
- Oro ai Campionati italiani juniores e promesse indoor, (Ancona), 60 m - 7”45[21]
- Bronzo ai Campionati italiani assoluti indoor, (Ancona), 60 m - 7”47[21]
- Oro ai Campionati nazionali universitari, (Chieti), 100 m
- 4ª ai Campionati nazionali universitari, (Chieti),
4x100 m - 48”21[22]
- Oro ai Campionati italiani juniores e promesse, (Milano), 100 m - 11”74[23]

2003
- Oro ai Campionati italiani allievi-juniores-promesse indoor, (Ancona), 60 m - 7”43[13]
- Argento ai Campionati italiani assoluti indoor, (Genova), 60 m - 7”39[13]
- Oro ai Campionati italiani juniores e promesse, (Grosseto), 100 m - 11”65[24]
- In finale ai Campionati italiani assoluti, (Rieti),
100 m - r

2004
- Bronzo ai Campionati italiani assoluti indoor, (Genova), 60 m - 7”47[25]
- 4ª ai Campionati italiani assoluti indoor, (Genova), 4x200 m - 1'42”08[25]

2005
- Argento ai Campionati italiani assoluti indoor, (Ancona), 60 m - 7”47[26]

2006
- 7ª ai Campionati nazionali universitari, (Desenzano del Garda), 100 m - 12”53[27]
- Oro ai Campionati nazionali universitari, (Desenzano del Garda), 4x100 m - 46”36[28]

2007
- 5ª ai Campionati italiani assoluti di prove multiple indoor, (Ancona), Pentathlon - 3.646 punti[29]
- 4ª ai Campionati italiani assoluti indoor, (Ancona),
60 m - 7”47[30]
- 6ª ai Campionati italiani assoluti indoor, (Ancona), 4x200 m - 1'42”29[31]
- Oro ai Campionati nazionali universitari, (Jesolo), 4x100 m - 46”15[32]
- 10ª ai Campionati italiani assoluti, (Padova),
4x100 m - 48”62[33]

2011
- 7ª ai Campionati italiani assoluti indoor, (Ancona),
60 m - 7”64[34]

2012
- 8ª ai Campionati italiani assoluti, (Bressanone),
4x100 m - 47”69[35]

## Altre competizioni internazionali
2003
- 7ª in Coppa Europa, ( Firenze), 100 m - 11"81[36]